# CRUSH! -90's V-Rock best hit cover songs-
『CRUSH! -90's V-Rock best hit cover songs-』（クラッシュ ナインティーズ・ヴイロック・ベスト・ヒット・カヴァー・ソングズ）は、ネオ・ヴィジュアル系アーティストが、1990年代のヴィジュアル系アーティストの楽曲をカバーしたコンピレーション・アルバム。2011年1月26日発売。発売元はユニバーサルミュージック。

## 解説
- キャッチコピーは「総売上800万枚!大ヒット曲を集めた史上初のV-ROCKカバーコンピレーションアルバム」。しかし実際のオリコン調べの売上合計は700万枚である（うち、ミリオンヒット作品は2作）。
- 1990年代の楽曲をカヴァーとなっているが、厳密に言えばXの「紅」は1989年のリリースである。
- このアルバムの発売に伴い、Shibuya O-EASTでライヴ「CRUSH! The PARTY!!!!」が開催された。

## 収録曲
1. ピンク スパイダー/heidi.　（3:35）
  - オリジナルアーティスト: hide with Spread Beaver [1998/05/13]
2. 街/ドレミ團　（5:18）
  - オリジナルアーティスト: SOPHIA [1997/07/09]
3. Melty Love/BugLug　（4:08）
  - オリジナルアーティスト: SHAZNA [1997/08/27]
4. 1/3の純情な感情/NoGoD　（3:47）
  - オリジナルアーティスト: SIAM SHADE [1997/11/27]
5. 月下の夜想曲/D　（4:21）
  - オリジナルアーティスト: MALICE MIZER [1998/02/11]
6. STORM/少女-ロリヰタ-23区　（5:01）
  - オリジナルアーティスト: LUNA SEA [1998/04/15]
7. 紅/摩天楼オペラ　（5:44）
  - オリジナルアーティスト: X [1989/09/01]
8. With-you/DaizyStripper　（5:35）
  - オリジナルアーティスト: La'cryma Christi [1998/05/08]
9. Winter,again/12012　（5:15）
  - オリジナルアーティスト: GLAY [1999/02/03]
10. ロマンス/アンド　（4:48）
  - オリジナルアーティスト: PENICILLIN [1998/01/15]
11. S.O.S ロマンティック/Mix Speaker's,Inc.　（4:19）
  - オリジナルアーティスト: CASCADE [1998/04/22]
12. ENDLESS LOVE/LOST ASH　（3:28）
  - オリジナルアーティスト: D-SHADE [1998/07/15]
13. Schweinの椅子/MERRY　（3:49）
  - オリジナルアーティスト: Dir en grey [1999/07/28]

本作で唯一のアルバム曲のカヴァー。
14. JUPITER/DuelJewel　（5:09）
  - オリジナルアーティスト: BUCK-TICK [1991/10/30]
15. 夢より素敵な/DOG in Theパラレルワールドオーケストラ　（4:38）
  - オリジナルアーティスト: Raphael [1999/04/29]

## 関連作品
- CRUSH!2 -90's V-Rock best hit cover songs-
- CRUSH!3 -90's V-Rock best hit cover LOVE songs-